# Manucodia
Manucodia is een geslacht van zangvogels uit de familie paradijsvogels (Paradisaeidae).

## Soorten
Het geslacht kent de volgende soorten:
- Manucodia alter  – Tagulaparadijskraai
- Manucodia ater  – Glansparadijskraai
- Manucodia chalybatus  – Ruwhalsparadijskraai
- Manucodia comrii  – Kroeskopparadijskraai
- Manucodia jobiensis  – Jobiparadijskraai